# Još tvog je poljupca
Još tvog je poljupca je četvrti album hrvatskog pjevača Harija Rončevića koji sadrži 14 pjesama. Objavljen je 1997. godine.

## Popis pjesama
1. "Još tvog je poljupca na mojim usnama"
2. "Napuštam sve"
3. "Da li želiš ljubav svu"
4. "Anđeo i vrag"
5. "Vodi me"
6. "Ljubav boli"
7. "Sakupljači dugova"
8. "Dalmacija"
9. "No playback"
10. "Ne priznajem bol"
11. "Getanin"
12. "Marina"
13. "Mulac"
14. "Japan - New York"